# Начално училище „Христо Ботев“, Бяла Слатина
Начално училище „Христо Ботев“ е елитно начални училище в Бяла Слатина през 1909-1910 г.
За първи път е отворено през 1910-1911 учебна година. Дотогава се е помещавало в частни сгради. По онова време разполага с 4 класни стаи. Първите учители са Иван Бояджиев, Петко Василев, Мария Келчева, Никола Стоянов.
На 12 септември 1912 г. училището е затворено заради Балканската война и е отворено отново на 20 февруари 1915 г. В героичните сражения при Одрин загива учителят Иван Бояджиев през 1912 г.
През учебната 1967-1968 година учебните занятия се провеждат вече в бившата сграда на Помощното училище, което не е ремонтирано. Работи се при трудни условия, липсва физкултурен салон, кабинети, столова. По онова време там учат 253 ученици в 8 паралелки от I до IV клас и 57 деца в 2 подготвителни групи в детската градина.
През 1981-1982 учебна година занятия на учениците се провеждат в малката сграда на Прогимназия „Климент Охридски“. За учебната 1986-1987 година се планира обучението да започне в новото 24-класно училище, но то не е достроено.
През учебната 2002-2003 г. обучението на 195 ученици от I до IV клас продължава в сградата на Прогимназия „Климент Охридски“ (Старата гимназия), в 11 класни стаи, 2 занимални и физкултурен салон. Обучението се провежда до обяд в 1 смяна. Праз учебната 2009-2010 година училището тържествено отбеляза своята 100-годишнина.